# Оптика
Оптика је грана физике која проучава свјетлост и особине свјетлости, оптичке инструменте, средства за побољшање вида (оптичка сочива), огледала (геометријска оптика) и таласну природу свјетлости (физикална оптика). Постоје двије главне гране оптике, а то су физикална и геометријска. Физикална оптика се примарно бави природом и особинама саме свјетлости, док се геометријска оптика бави принципима који омогућавају стварање ликова и слике преко сочива, огледала, призми и других инструмената који користе свјетлост. Такође укључује оптичко процесовање података, које се састоји од манипулације информација слике настале преко неког оптичког система.
У почетку, појам оптика је био синоним за око и вид. Касније, када су се развила оптичка сочива и други инструменти који помажу и побољшавају вид, а који добијају име оптички инструменти, значење појма оптика се шири на било коју примјену свјетлости, чак и ако крајњи рецептор није око него физички детектор, као што је фотоапарат или телевизијска камера. У 20. вијеку, оптичке методе се широко примјењују на регионе спектра електромагнетне радијације који нису видљиви голим оком, као што су икс-зраци, ултраљубичасти, инфрацрвени и микроталасни радио зраци, те су данас ти региони укључени у општу област оптике.
Оптички инструменти су равна, сферна конкавна (удубљена) и сферна конвексна (испупчена) огледала, оптичка сочива, оптичке призме или њихове комбинације као и сложени оптички инструменти.

## Историја
Почеци оптике јесу сочива које су израдили стари Египћани и Месопотамци. Најраније позната сочива, направљене од полираног кристала, често кварца, датирају из 700. п. н. е. и познате су као асирска сочива, каква је и Нимрудова Римљани и Грци испуњавали су стаклене кугле водом да би направили сочива. Овај практични развој пратио је и развој теорија о светлости и виду од стране старих грчких и индијских филозофа, као и развој геометријске оптике у грчко-римском свету. Сама реч оптика потичи од старогрчке речи ὀπτική (оптикē), што значи "појава, изглед".
У грчкој филозофији превладавале су две супротстављене теорије о оптици везане за то како функционише чуло вида: "интромисијска" и "емисијска". Према првој, вид долази од предмета који отпуштају своје копије (зване еидоле), које око хвата. Уз многе пропагаторе, укључујући Демокрита, Епикура, Аристотела и њихове сљедбенике, изгледа да ова теорија има неког додира с модерним теоријама о томе шта је заправо вид, али остала је само шпекулација без икаквог експерименталног утемељења.
Платон је први јасно уобличио емисијску теорију, идеју по којој се визуелна перцепција остварује захваљујући зракама које емитирају очи. У делу Тимај такође је коментирао парност обрнутих ликова у огледалима. Неких 100 година касније Еуклид је написао трактат Оптика, у којем је вид повезао са геометријом, установивши тако геометријску оптику. Свој рад засновао је на Платоновој емисијској теорији. Описао је математичка правила перспективе и квалитативно описао ефекте рефракције иако је довео у питање тврдњу да сноп светлости из ока може тренутно осветлити звезде сваки пут кад неко трепне. У свом трактату Оптика Птолемеј заступа екстрамисијско-интромисијску теорију вида: зраке (или проток) из ока формирају купу, чији је врх у унутрашњости ока, а њена база дефинише видно поље. Зраке су биле осетљиве и преносиле су информације о удаљености и оријентацији површина назад до посматрачевог разума. Он је рекапитулирао већину Еуклидовог рада и отишао даље од њега описавши начин мерења угла рефракције иако није успио уочити емпиријску везу између њега и упадног угла.
Током средњег века грчке идеје о оптици обновили су и проширили аутори из тадашњег муслиманског света. Један од најранијих био је Ел-Кинди (око 801–873), који је писао на основу еуклидских и аристотеловских идеја о оптици, фаворизирајући емисијску теорију зато што је (по његовом мишљењу) могла боље објаснити оптичке појаве. Године 984. персијски математичар Ибн-Сехл написао је трактат О горућим огледалима и сочивима, исправно описавши закон рефракције еквивалентан Снеловом закону. Користио се овим законом да израчуна оптималне облике сочива и сферних огледала. Почетком 11. века Алхазен (Ибнул-Хејсем) написао је Књигу о оптици (Китабул-меназир), у којој је истраживао рефлексију и рефракцију и предложио нови систем за објашњавање вида и светлости, заснован на посматрању и експерименту. Одбацио је емисијску теорију из птолемејске оптике и уместо ње предложио идеју да се светлост праволинијски одбија у свим смеровима од свих видљивих тачака датог објекта и затим улази у око иако није могао објаснити како око хвата зраке. Алхазеново дело било је углавном занемарено у арапском свету, али је анонимно преведено на латински око 1200. године, а додатно га је проширио пољски монах Витело, učinivši ga standardnim udžbenikom optike u Evropi u narednih 400 godina.
У 13. веку у Европи енглески бискуп Роберт Гросетест писао је о многим научним темама расправљајући о светлости из четири перспективе: епистемологија светлости, метафизика или космогонија светлости, етиологија или физика светлости и теологија светлости, заснивајући то на Аристотеловим делима и платонизму. Гросетестеов најпознатији ученик, Роџер Бејкон, написао је радове у којима је цитирао широк распон недавно преведених дела из филозофије и оптике, укључујући дела Алхазена, Аристотела, Авикене, Ибн-Рушда, Еуклида, Ел-Киндија, Птолемеја, Тидеја и Константина Африканца. Бајкон је био у могућности користити делове стаклених сфера као лупе да покаже да се светлост одбија од објеката уместо да је објекти емитирају.
Прве наочаре изумљене су у Италији око 1286. Ово је био почетак оптичке индустрије стругања и полирања сочива за ове "наочаре", најпре у Венецији и Фиренци у 13. веку, а касније у центрима за производњу наочара у Холандији и Немачкој. Произвођачи наочара направили су побољшане врсте сочива за корекцију вида засноване више на емпиријском знању стеченом посматрањем ефеката сочива него на кориштењу просте оптичке теорије тог времена (која углавном није могла адекватно објаснити чак ни то како наочаре функционишу). Овај практични развој, мајсторство и експериментисање сочива директно су довели до изума сложеног оптичког микроскопа око 1595. и рефракторског телескопа 1608. године у центрима за производњу наочара у Холандији.
Почетком 17. века Јохан Кеплер у својим је радовима проширио погледе на геометријску оптику, осврнувши се на сочива, одбијање светлости од равних и сферних огледала, начин рада стенопеичних камера, управљање закона обрнутих квадрата јачином светлости и оптичка објашњења астрономских појава као што су помрачење Месеца и Сунца и астрономска паралакса. Такође је успео утврдити улогу мрежњаче као органа који заправо бележи слике и коначно научно квантифицирати ефекте различитих врста сочива које су произвођачи наочара посматрали претходних 300 година. Nakon izuma teleskopa Kepler je postavio teorijsku osnovu za način na koji teleskopi rade i opisao poboljšanu verziju, poznatu kao Keplerov teleskop, koristeći se dvjema konveksnim lećama da dobije veće uvećanje. Након изума телескопа Кеплер је поставио теоријску основу за начин на који телескопи раде и описао побољшану верзију, познату као Кеплеров телескоп, користећи се двема конвексним сочивима да добије веће увећање.
Оптичка теорија унапређена је средином 17. века трактатима филозофа Ренеа Декарт, у којима су објашњене разне оптичке појаве, укључујући рефлексију и рефракцију, с претпоставком да светлост емитују објекти који је производе. Ова тврдња значајно се разликовала од старогрчке емисијске теорије. Крајем 1660-их и почетком 1670-их Исак Њутн проширио је Декартове идеје и поставио корпускуларну теорију светлости, познату по томе што је одредила да је бела светлост мешавина боја која се може разложити на саставне делове помоћу призме. Године 1690. Кристијан Хајгенс предложио је таласну теорију светлости, засновану на сугестијама Роберта Хука из 1664. Сам Хук јавно је критикова Њутнове теорије о светлости и препирка међу њима трајала је до Хукове смрти. Године 1704. Њутн је објавио Оптику и, у то време, деломично због његовог успеха у другим областима физике, опширно је сматран победником у дебати о природи светлости.
Њутновска оптика била је опширно прихваћена до почетка 19. века, кад су Томас Јанг и Огистен Жан Френел извели експерименте о интерференцији светлости који су потврдили њену таласну природу. Јагнов познати експеримент са два процјепа показао је да светлост следи закон суперпозиције, што је карактеристика таласа, коју Њутна корпускуларна теорија није предвидела. Овај рад довео је до теорије дифракције и отворио читаво подручје проучавања у физикалној оптици. Таласна оптика успешно је уједињена с Максвеловом електромагнетном теоријом у 1860-има.
Сљедећи развој у оптичкој теорији десио се 1899, кад је Макс Планк исправно моделирао зрачење црног тела претпоставивши да се размена енергије између светлости и материје дешава једино у дискретним количинама, које је назвао квантовима. Године 1905. Алберт Ајнштајн објавио је теорију о фотоелектричном ефекту, која је чврсто успоставила квантизацију саме светлости. Године 1913. Нилс Бор показао је да атоми могу емитовати само дискретне количине енергије, објаснивши тако дискретне линије виђене у емисијском спектру и апсорпцијским спектрима. Разумевање интеракције између светлости и материје, које је резултирало из ових развоја, не само да је формирало основу квантне оптике него је било и кључно за развој квантне механике као целине. Крајњи врхунац, теорија квантне електродинамике, објашњава све оптичке и електромагнетне процесе уопштено као резултат размене стварних и виртуалних фотона.
Квантна оптика добила је практичну важност открићем масера 1953. и ласера 1960. Пратећи рад Пол Дирака у области квантне теорије поља, Џорџ Сударшан, Рој Џ. Глаубер и Леонард Мандел применили су квантну теорију на електромагнетно поље у 1950-има и 1960-има да дођу до детаљнијег разумевања фотодетекције и статистике светлости.
Неки важнији појмови из геометријске оптике и оптичких инструмената су:
- фокус
- огледало
- сочиво (оптика)
- оптичка призма
- жижна даљина
- преламање светлости
- окулар
- објектив
- телескоп
- микроскоп
- лупа
- наочаре
- формирање лика